# Замок Короля Джона (Лімерик)

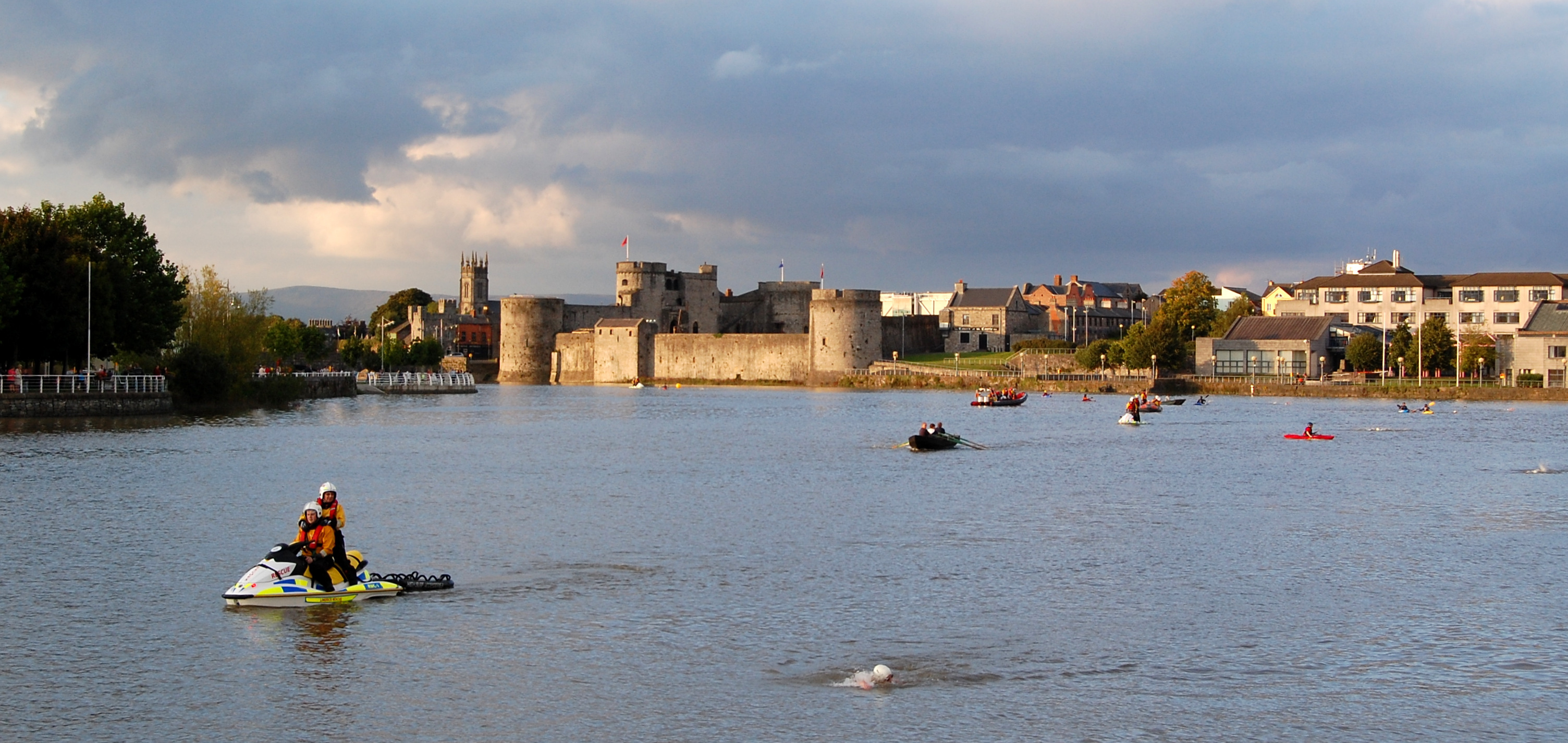
Замок Короля Джона в Лімеріку та річка Шеннон.

Замок Короля Джона (англ. King John's Castle, ірл. Caisleán Luimnigh) — один із замків Ірландії, розташований в графстві Лімерік, на острові Кінг (Острові Короля), на річкці Шеннон. На цьому місці ще в 922 році було укріплення вікінгів, але нинішній замок був побудований в 1200 році за наказом короля Англії Іоанна Безземельного. Це один з найкраще збережених норманських замків в Європі. Замок відкритий для туристів. Під час археологічних розкопок тут було виявлено залишки поселення вікінгів.

## Історія замку Короля Джона

### Вікінги
Король вікінгів Тормодр Гельгасон захопив ці землі і побудував фортецю на острові, що називався колись Ініс Сібттон, а потім став називатися Островом Короля. Це відбулося в 922 році. Цю фортецю він використовував як базу для грабіжницьких походів у глибину Ірландії — до озер Лох-Дерг та Лох-Рі, де він грабував монастирі та поселення ірландців. У 937 році виник конфлікт і війна між вікінгами Лімеріку та вікінгами Дубліна. Битва відбулась на озері Лох-Рі. Вікінги Лімеріку були розгромлені. У 943 році війну з вікінгами почав вождь ірландського клану Далкассіан. Він приєднався до війська Келлахана — короля Манстеру. Вікінги знову були розбиті. Після цієї поразки вікінги так і не змогли оговтатись і були повністю підпорядковані місцевим ірландським кланам, проте постійно брали участь у нескінченні боротьбі за владу в Ірландії та в нескінченних війнах між ірландськими кланами.

### Рання історія
У 1172 році відбулось англо-норманське завоювання Ірландії. Король Домналл Мор О'Браєн спалив місто, що було на місці замку у 1174 році, щоб воно не дісталося ворогу і продовжував воювати з англійськими і норманськими феодалами. Після його змерті в 1194 році англо-нормани нарешті змогли захопити ці землі в 1195 році. На той час лордом Ірландії був принц Джон — майбутній король Англії Джон Безземельний. У 1197 році Лімерік отримав свою першу хартію і першого лорд-мера — Адама Серванта. Замок був побудований за наказом короля Джона. Будівництво замку було завершене в 1210 році.
Замок займав стратегічне положення на річці Шеннон — захищав англійські володіння в Лімеріку від ірландських королівств заходу Ірландії і від непокірних англо-норманських феодалів сходу і півдня Ірландії. Місто Лімерік процвітало як порт і торговий центр. Замок охороняв вантажні потоки, що йшли через місто Лімерік. Місто Лімерік тоді було поділено на дві частини, які називалися Англійське Місто та Ірландське місто. Місто багатіло і процвітало. Король Джон дозволив місту карбувати монету. Колекція монет тих часів зберігається в музеї міста Лімерік. Про багатство міста писав посол Іспанії в 1574 році: «Місто Лімерік наймогутніше і найкрасивіше з усіх міст Ірландії, обнесене товстими мурами з мармуру… Вхід в місто по кам'яних мостах, один з яких має 14 арок, інший 8… Будинки побудовані з квадратного каменю, з чорного мармуру у вигляді веж та фортець…»
Суддя Люк Гернон відвідав Лімерік в 1620 році і написав: «…У місті високі будівлі з мармуру, від воріт до воріт однієї форми та стилю, нагадують мені ці будинки будівлі коледжів в Оксфорді, такі чудові, що це мене просто вразило…»

### Облоги замку і міста
У XVII столітті місто і замок пережило низку війн, облог та штурмів. Стіни замку були сильно пошкоджені в 1642 році під час повстання за незалежність Ірландії та його придушення Олівером Кромвелем. Замок і місто пережило 5 облог і штурмів в XVII столітті. У 1641 році замок і місто зайняли англійські протестанти, що рятувалися в місті від повстанців. Замок і місто були обложені військами Ірландської конфедерації на чолі з Гаретом Баррі. Він не мав артилерії, але зробив підкоп під стіни замку і висадив їх вибухівкою. Замком і містом деякий час володіли ірландські католики, але потім місто і замок були захоплені і зруйновані Олівером Кромвелем. У 1691—1692 роках замок і місто було ареною так званих вільямітських (якобітських) війн, що ввійшли в історію як Війна Двох Королів. У замку була підписана угода між ірландськими католиками та англійськими протестантами, яка потім була грубо порушена Англією.

## Сучасність
У 2011—2013 роках в замку були здійснені реставраційні роботи. Був побудований туристичний центр, був розширений музей. На реставрацію було витрачено понад 5,7 млн євро.